# NGC 4696C
NGC 4696C је спирална галаксија у сазвежђу Кентаур која се налази на NGC листи објеката дубоког неба.
Деклинација објекта је - 40° 49' 10" а ректасцензија 12h 48m 2,6s. Привидна величина (магнитуда) објекта NGC 4696 износи 13,7 а фотографска магнитуда 14,5. NGC 4696C је још познат и под ознакама ESO 322-87, MCG -7-26-48, DRCG 56-67, DCL 222, PGC 43218.